# Zpráva v láhvi (Star Trek: Vesmírná loď Voyager)
Zpráva v lahvi (v anglickém originále Message in a Bottle) je čtrnáctá epizoda čtvrté sezóny seriálu Star Trek: Vesmírná loď Voyager.

## Příběh
Sedmá z devíti zachytí warp signaturu plavidla Federace z Alfa kvadrantu. To je možné pouze proto, že se Voyager nachází v dosahu obrovské senzorické sítě neznámého původu, která sahá až k hranicím Alfa kvadrantu. Po síti lze také vysílat, ale je třeba pracovat rychle, protože loď na druhé straně bude v dosahu pouze 45 minut. První ani druhý pokus není úspěšný, nosná vlna signálu není dostatečně silná a stále se vrací. B'Elanna navrhne holografický přenos, jenže na sestavení zprávy není dost času. Kapitánka Janewayová tedy pošle jako zprávu Doktorův program, i když tím velmi riskuje, protože v případě ztráty by Voyager přišel o jediného lékaře na palubě.
Transfer je úspěšný a Doktor se objevuje na ošetřovně lodi USS Prometheus. Situace se ovšem komplikuje: komunikace je omezena a z výpovědi umírajícího člena posádky vyplývá, že loď obsadili Romulané. Prometheus je experimentální plavidlo a Federace samozřejmě nechce, aby padlo do rukou nepřítele. Do stíhání se pouští loď třídy Nebula, ale proti Prometheovi nemá šanci a je zneškodněna. Při útoku je zraněn jeden z Romulanů a je odveden na ošetřovnu. Zde se nachází Doktor, který je nucen předstírat, že patří k vybavení lodi, a po odchodu nezraněné Romulanky aktivuje skutečný Pohotovostní zdravotnický holoprogram ve verzi II. Po krátké výměně názorů se mu ho podaří přesvědčit, aby spojili síly a zkusili loď osvobodit. Mezitím na Voyageru plní Doktorovu funkci Tom Paris, který z toho není pochopitelně nadšený a požádá Harryho, aby zkusil naprogramovat nového holodoktora. Jejich pokusy skončí naprostým fiaskem. Ke slovu se také přihlásí mimozemšťan z druhu, kterému patří senzorická síť a požaduje okamžité ukončení spojení Voyageru s Alfa kvadrantem. Diplomacie není úspěšná, tak ho Sedmá z devíti omráčí zpětnovazebným elektrickým výbojem.
Na Prometheovi navrhne Doktor vyřadit posádku vypuštěním anestetik do ventilačního potrubí. Řízení prostředí bylo převeleno na můstek, kam se Doktor dostane, ale již nestihne vyřadit potřebnou konzolu a Romulané ho zajmou. Vše se zdá ztraceno, nicméně při jeho výslechu se z ventilace začne valit plyn a Romulané odpadnou. PZH II zaimprovizoval a loď je teď po jejich kontrolou. Ovšem Prometheus se vysokou warp rychlostí stále blíží k romulanským hranicím a ovládání experimentálního plavidla je pro oba hologramy velmi obtížné. Nakonec se jim podaří zastavit, ale v tu chvíli se demaskují tři romulanské lodě třídy D'deridex. Krátce nato přilétají také tři lodě Federace a všichni začnou pálit na Promethea. PZH II pak omylem aktivuje útočný mód, s jehož pomocí Prometheus lehce přemůže romulanské lodě a zvítězí.
Po předání zprávy velitelství Hvězdné flotily se Doktor vrací v pořádku na Voyager. Ten byl oficiálně prohlášen za ztracený před čtrnácti měsíci. Teď už Flotila ví všechno, co se stalo a nepřestane, dokud ho nedostane zpátky domů.